# Richard Coray

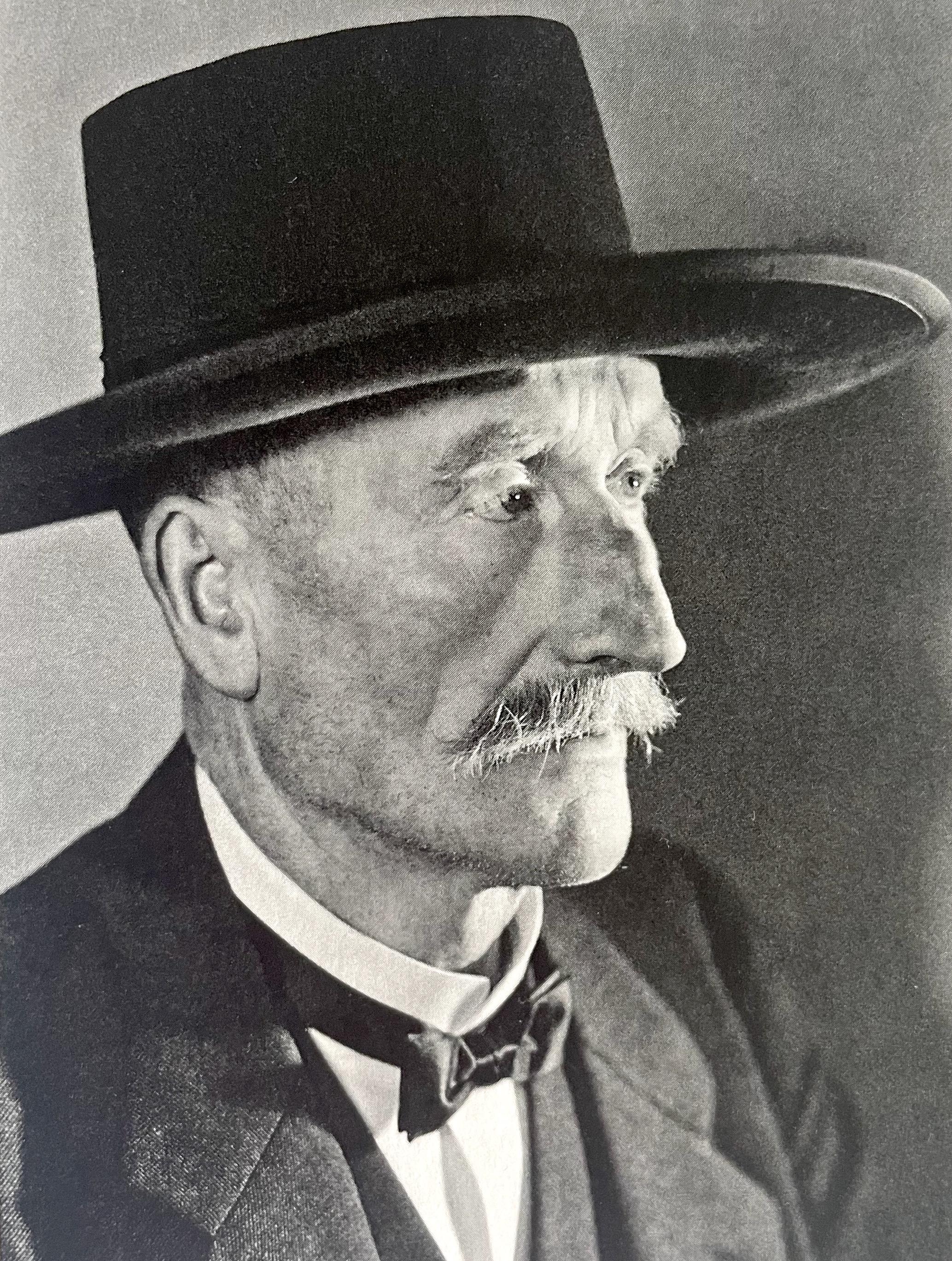
Richard Coray

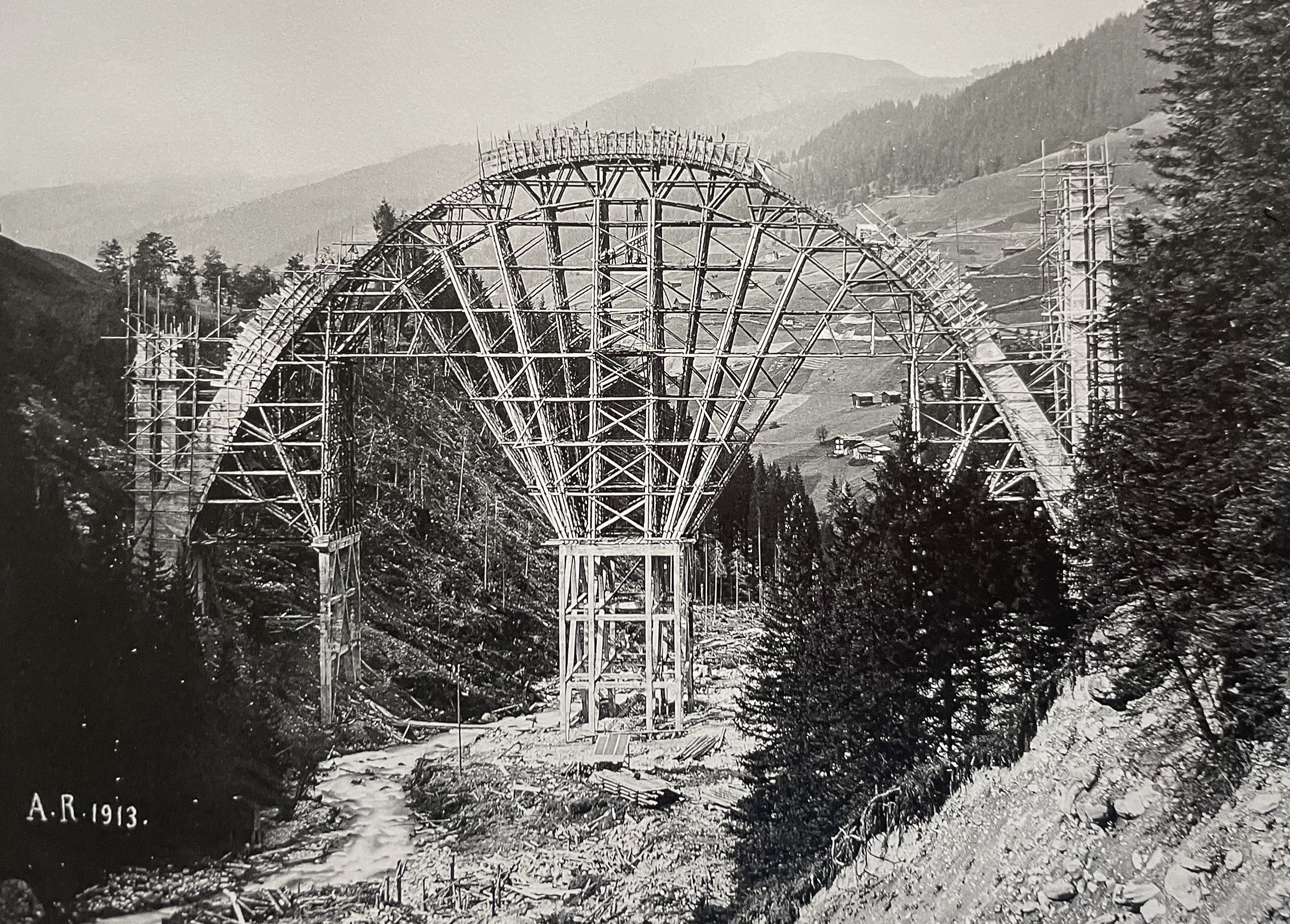
Lehrgerüst des Langwieser Viadukts

Lehrgerüst der Gmündertobelbrücke

Richard Coray (* 30. Juli 1869 in Trin, Kanton Graubünden; † 3. Oktober 1946 in Davos Wiesen) war ein Schweizer Zimmermeister und Gerüstbauer. Seine  Lehrgerüste ermöglichten den Bau weit gespannter Brücken aus Beton. Seine soliden Lehrgerüste gelten als technische und handwerkliche Meisterwerke.

## Biografie
Nach einer Zimmermannslehre in Trin und Davos studierte Coray 1889 bis 1892 am Technikum Winterthur. Zusammen mit seinem Bruder Vincenz und einem weiteren Partner hatte Coray ein Geschäft für Holztransporte, das anfangs Seilriesen (Berg-Seilbahnen für den Taltransport von gefällten Baumstämmen) im Gebirge erstellte. Sie erhielten den ersten Auftrag für ein Brücken-Lehrgerüst im Versamer Tobel. Das Projekt schloss mit einem Defizit ab und führte zum Konkurs der Firma. Nach einem kurzen Auslandsaufenthalt arbeitete Richard Coray in der Schweiz weiter. Zwischen 1898 und 1940 trug er massgeblich zu den wichtigen Brückenbauprojekten in der Schweiz bei.

## Werke
Coray erstellte jeweils eine quer über das Tal gespannte Seilbahn, um die Bauteile von den Widerlagern an die gewünschte Position zu bringen. Für ihn als Erbauer von Seilriesen war dies eine naheliegende Lösung. Während Coray zunächst nur Gerüste nach den Vorgaben von Bauingenieuren baute, entwarf er für den Langwieser Viadukt erstmals selber ein Gerüst. Für die Salginatobelbrücke entstand zusammen mit seinen Söhnen ein Lehrgerüst in neuartiger Konstruktionsweise, die er von nun an beibehielt. Diese Gerüste kamen mit minimalem Materialaufwand aus und galten deshalb als sehr elegant und filigran. Für das Absenken des Lehrgerüstes nach der Fertigstellung der Brücke entwickelte Coray eine einfache Methode, die ohne Sandtöpfe oder Senkschrauben auskam, indem der gezielt Stücke aus einzelnen Streben heraussägte. Sein Sohn Richard Coray jun. berechnete als junger Bauingenieur das Lehrgerüst der Salginatobelbrücke und leitete dessen Bauarbeiten.
Coray baute unter anderen bei folgenden Brücken das Lehrgerüst:
- 1898: Rabiusa Brücke (Strassenbrücke), Graubünden
- 1902: Soliser Viadukt (Bahnbrücke), Graubünden
- 1906: Jenisbergbrücke, Graubünden
- 1907/09: Gmündertobelbrücke Stein AR (Strassenbrücke)
- 1907/08: Wiesener Viadukt (Bahnbrücke)
- 1909/10: Sitterviadukt der Bodensee-Toggenburg-Bahn, höchste Eisenbahnbrücke der Schweiz
- 1910: Innbrücke Brail (Engadin), provisorische Hängebrücke für den Bau der Bahnlinie
- 1913: Langwieser Viadukt und Gründjitobel-Viadukt (Bahnbrücken)
- 1916: Zehn Brücken der Bagdadbahn, Türkei
- 1921: Pont de Pérolles Fribourg (Strassenbrücke)
- 1921: Innbrücke Lavin
- 1922/23: Zähringerbrücke Fribourg (Strassenbrücke)
- 1923/26: Pont Butin Genève (Strassenbrücke)
- 1925: Viadukt von Le Day Vallorbe (Eisenbahnbrücke), Umbau auf Bogenbrücke
- 1925: Hinterrheinbrücke Sils, Graubünden
- 1929: Salginatobelbrücke (Strassenbrücke), Graubünden
- 1931: Pont de Gueuroz über der Gorge du Trient, Martigny, höchste Strassenbrücke der Schweiz
- 1938: Ruseiner Tobel Disentis (Strassenbrücke)
- 1938/40: Đurđevića-Tara-Brücke über die Tara, Montenegro (Strassenbrücke), mit 141 m Corays höchstes Lehrgerüst
- 1957: Punt da Nalps, Sedrun-Tujetsch (Ingenieur: Emil Schubiger)[2]

Neben diesen Projekten  nahm er aus finanziellen Gründen auch andere Projekte an. Er baute Milchtransportseilbahnen, eine Skihütte in Nagiens für den SAC (Schweizer Alpen-Club) und sicherte den schiefen Turm von St. Moritz zusammen mit Robert Maillart. Die Söhne von Richard Coray übernahmen in den 1930er Jahren sein Geschäft.